# Тимофеевка (Близнюковский район)
Тимофеевка (укр. Тимофіївка), село, 
Берестовский сельский совет,
Близнюковский район,
Харьковская область.
Код КОАТУУ — 6320681006. Население по переписи 2001 г. составляет 127 (66/61 м/ж) человек.

## Географическое положение
Село Тимофеевка находится на правом берегу реки Водяной, в 1-м км от села Борестовое, на реке большая запруда (~30 га).

## История
- 1914 — дата основания.

## Экономика
- В селе есть молочно-товарная ферма.

## Культура
- Клуб.

## Достопримечательности
- Братская могила советских воинов. Похоронено 239 воинов.